# Бокацямбис, Викентиос
Викентиос Бокацямбис (греч. Βικέντιος Μποκατσιάμπης, фр. Vincent de Bocheciampe; 1856, Керкира — 1932, Афины) — греческий художник конца XIX — начала XX веков.

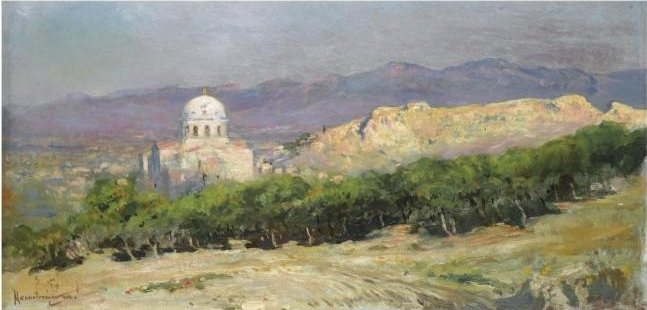
Церковь Святого Николая в Афинах, 1911.

## Биография

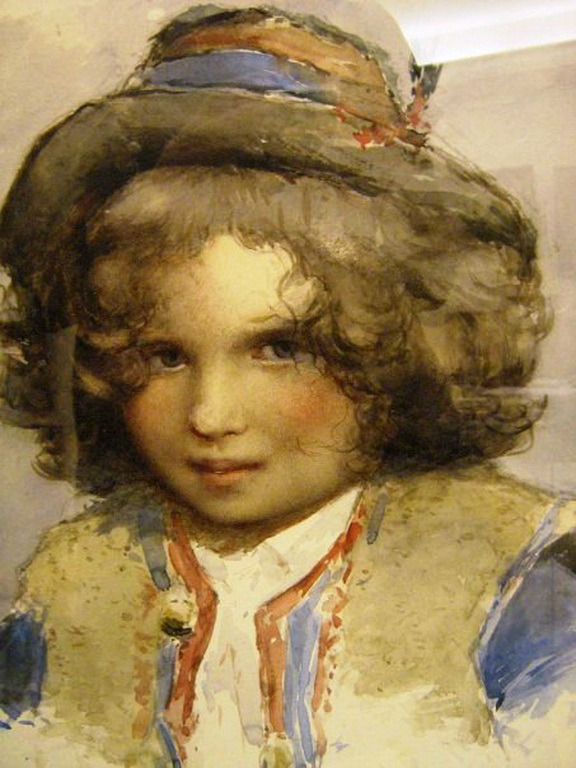
Портрет ребёнка.

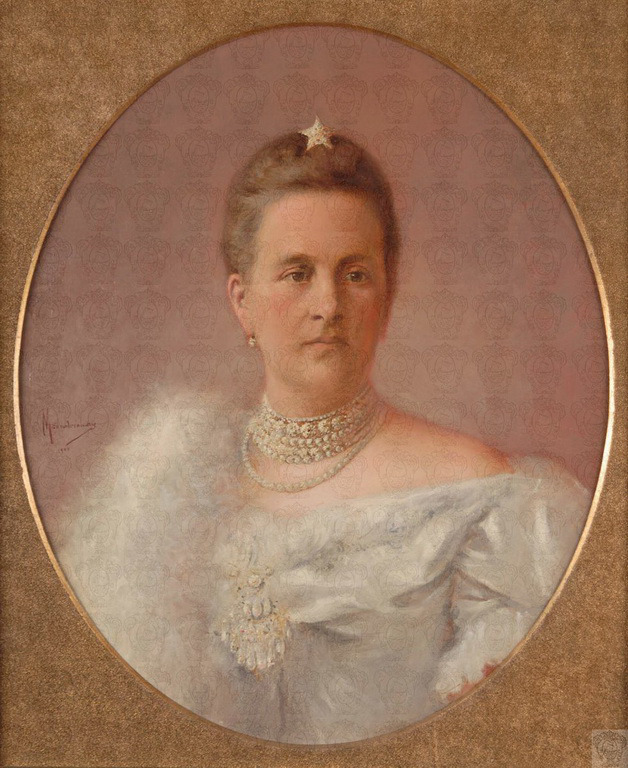
Портрет королевы Ольги. (Ольга Константиновна)

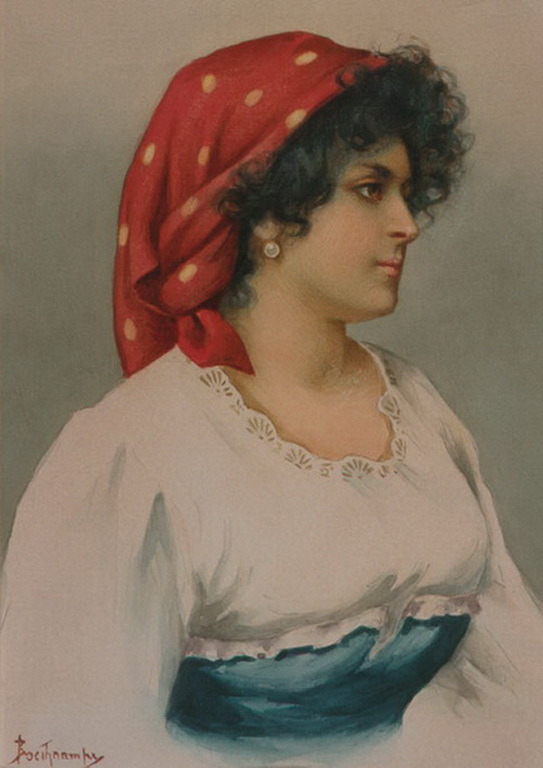
Портрет цыганки.

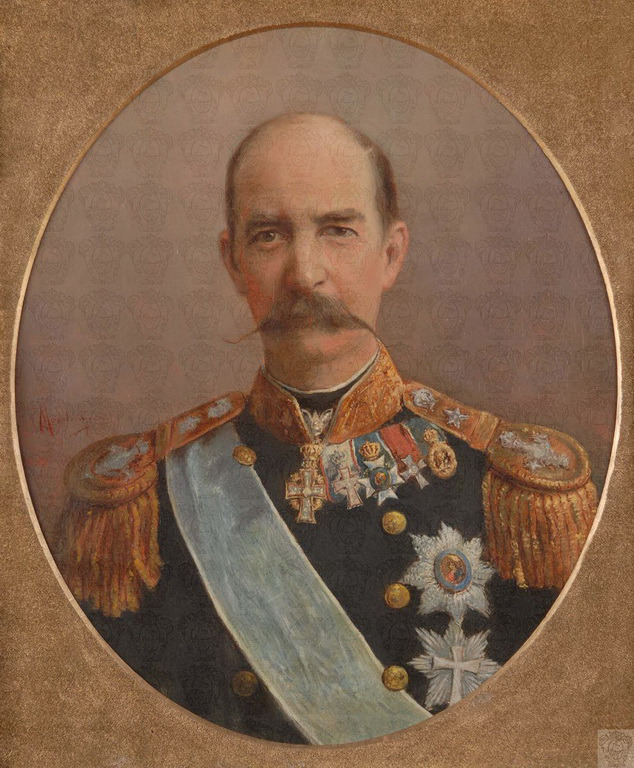
Портрет короля Георга. (Георг I (король Греции))

Викентиос Бокацямбис родился в 1856 году в пригороде Потамос, Керкира (город). Родители были знатного французского происхождения. Бокацямбис учился живописи в Марселе, Флоренции и в Риме (Академия Святого Луки). В Риме художник прожил 15 лет. В 1895 году он вернулся на Керкиру, где создал частную школу живописи. 
В 1900 году он был назначен преподавателем на кафедру «декораторского искусства» в Афинскую школу изящных искусств. Бокацямбис оставался на этом посту до 1928 года, когда оставил кафедру в возрасте 72 лет.
Историографы искусства признают за Бокацямбисом много заслуг в ознакомлении греческих студентов с пейзажем.
Они также отмечают, что он был единственным греческим художником, у которого был родовой герб (барона) и что он имел много симпатий в аристократических кругах.

## Работы
Критики искусства видят в Бокацямбисе художника с академическим образованием и влиянием классицизма, ставшего затем импрессионистом.
Художник продолжил традиции классицизма, которые принёс в Грецию итальянец Викентий Ланца. При этом, отзвук живописи символистов был ещё жив в греческой живописи 19-го века. Греческие художники классицисты создавали «вневременные пейзажи».
Бокацямбис изображал Керкиру на закате солнца, «в пейзаже, где нет движения истории и всё застыло».
Хотя художник оставил после себя много работ по маслу, в частности портретов, критики считают что пейзажи акварелью были его «специальностью».
При этом, другие историки искусства считают, что Бокацямбису принадлежат первые «реалистические пейзажи» современного греческого искусства.